# Calvi (Kampanien)
Calvi ist eine italienische Gemeinde (comune) mit 2504 Einwohnern (Stand 31. Dezember 2023) in der Provinz Benevento in Kampanien. Die Gemeinde liegt etwa neun Kilometer südöstlich von Benevento und grenzt unmittelbar an die Provinz Avellino. 

## Geschichte
Die Lage an der früheren Via Appia lässt auf einen römischen Ursprung des Ortes schließen.

## Verkehr
Durch die Gemeinde führt die Strada Statale 7 Via Appia und der Raccordo Autostradale 9 von Benevento zur Autostrada A16.

## Söhne und Töchter der Gemeinde
- Orazio Soricelli (* 1952), katholischer Geistlicher, Erzbischof von Amalfi-Cava de’ Tirreni